# Rameau carpien dorsal de l'artère ulnaire
Le rameau carpien dorsal de l'artère ulnaire est une artère du poignet.

## Origine
Le rameau carpien dorsal de l'artère ulnaire nait de l'artère ulnaire au-dessus du pisiforme.

## Trajet
Le rameau carpien dorsal de l'artère ulnaire s'enroule vers l'arrière sous le tendon du muscle fléchisseur ulnaire du carpe. Il traverse la surface dorsale du carpe sous les tendons extenseurs, pour s'anastomoser avec le rameau carpien dorsal de l'artère radiale et contribue au réseau carpien dorsal.
Immédiatement après son origine, une petite branche longe la face ulnaire du cinquième métacarpien et alimente la face ulnaire de la face dorsale de l'auriculaire.